# La Rassegna mensile di Israel
La Rassegna Mensile di Israel (in acronimo RMI) è un periodico quadrimestrale di cultura e storia ebraica.

## Storia
La rivista nasce a Roma nel 1925 per merito di Dante Lattes e Alfonso Pacifici, come supplemento culturale al settimanale Israel. Diventa ben presto uno strumento di diffusione e studio della storia, del pensiero e della letteratura degli ebrei in Italia. «La Rassegna Mensile di Israel» deve interrompere le sue pubblicazioni dal 1939 al 1948 a causa delle leggi razziali fasciste, che avevano costretto l'allora direttore Guido Bedarida a rifugiarsi in Francia.
Nel secondo dopoguerra si susseguono alla sua direzione Dante Lattes, Yoseph Colombo, il rav Giuseppe Laras, Augusto Segre, Guido Fubini, Amos Luzzatto, Giacomo Saban, David Gianfranco Di Segni. Attualmente vi sono due direttrici: Myriam Silvera e Liliana Picciotto.

### I contenuti
L'obiettivo della rivista è quello di rendere accessibili ai lettori italiani le problematiche religiose, politiche, sociali e storiche dell'ebraismo, approfondendo i risultati nel settore archeologico, letterario, artistico e scientifico. Accanto agli articoli di specialisti vi sono le recensioni di volumi recenti e uno spoglio bibliografico sistematico delle più note riviste di argomento ebraico pubblicate in Italia e all'estero.
Ogni annata consta di tre numeri per un totale di circa 700 pagine.

### Redazione e collaboratori
Il comitato direttivo è composto da Alberto Cavaglion, Angelo M. Piattelli, Liliana Picciotto, Laura Quercioli Mincer e Myriam Silvera.